# Anthomyia facialis
Anthomyia facialis är en tvåvingeart som först beskrevs av Malloch 1918.  Anthomyia facialis ingår i släktet Anthomyia och familjen blomsterflugor. Inga underarter finns listade i Catalogue of Life.